# Serena Amato
Serena Bibiana Amato (Olivos, 10 de setembro de 1974) é uma velejadora argentina, medalhista olímpica. Ela competiu nos Jogos Olímpicos de Verão de 2000 na classe Europe e conquistou a medalha de bronze, tendo totalizado 51.0 pontos nas onze regatas disputadas. Foi reconhecida com o Prêmio Konex em 2000 e 2010 como uma das cinco melhores velejadoras da última década na Argentina.